# Digitalium Monographia
Digitalium Monographia (abreviado Digital. Monogr.) es un libro con ilustraciones y descripciones botánicas que fue escrito por el paleontólogo, naturalista y botánico británico John Lindley y publicado en Londres en el año 1821 con el nombre de Digitalium Monographia; Sistens Historiam Botanicam Generis, Tabulis Omnium Specierum Hactenus Cognitarum Illustratam, ut Plurimum Confectis ad Icones Ferdinandi Bauer penes Gulielmum Catley, Arm.... Cura Johannis Lindley.